# Karl Görge
Karl Görge (né le 29 octobre 1872 à Karolinenthal, mort le 20 mai 1933) est un chef décorateur allemand.

## Biographie
Görge fréquente des écoles élémentaires allemandes et bohèmes avant d'entrer au Rudolfinum à Prague. Au Deutsches Landestheater, il est formé comme peintre de théâtre. Peu de temps après, il commence à peindre des décors et à apparaître comme acteur dans de petits rôles. Görge est régisseur dans les théâtres de Wiener Neustadt et Bistritz. En 1890, il s'installe à Berlin et travaille d'abord au Königliche Opernhaus. Karl Görge devient un scénographe recherché pour les principales scènes de Berlin et, en tant que scénographe, conçoit un certain nombre de productions de Max Reinhardt, notamment Salomé et Le Songe d'une nuit d'été. Ses productions l'amènent à des tournées en Bohême, en Angleterre et aux États-Unis.
Karl Görge travaille pour le cinéma à partir de 1919. Il s'arrête à l'apparition du cinéma parlant.
Karl Görge est également architecte d'intérieur et conçoit les salles et les aménagements de théâtres et de restaurants.

## Filmographie
- 1921 : Die Verschwörung zu Genua
- 1921 : Mann über Bord
- 1921 : Nachtbesuch in der Northernbank
- 1921 : Die Nacht ohne Morgen
- 1921 : Die Jagd nach Wahrheit
- 1921 : Escalier de service
- 1922 : Der Graf von Charolais
- 1923 : Grisou
- 1923 : La Rue
- 1924 : Arabella (de)
- 1925 : Komödianten
- 1925 : ...und es lockt ein Ruf aus sündiger Welt
- 1925 : Die unberührte Frau
- 1926 : Les Frères Schellenberg
- 1926 : Der Seekadett
- 1926 : Sibérie, terre de douleur
- 1927 : Die Geliebte
- 1927 : Das Mädchen ohne Heimat
- 1927 : Le bateau de verre
- 1928 : Eddy Polo im Wespennest
- 1929 : Hände hoch, hier Eddy Polo
- 1929 : Der gefesselte Eddy Polo
- 1929 : Trust der Diebe